# Dynamic Kernel Module Support
Dynamic Kernel Module Support или DKMS — фреймворк, который используется для генерации тех модулей ядра Linux, которые в общем случае не включены в дерево исходного кода. DKMS позволяет драйверам устройств автоматически пересобираться, когда ядро уже собрано. DKMS может быть использован в двух направлениях: автоматическая перекомпиляция всех модулей в случае установки новой версии ядра, и установка новых версий модулей (драйверов) в существующую систему без необходимости ручной компиляции или предкомпилированных пакетов. Это, к примеру, делает возможным использование новых видеокарт на старых Linux-системах.
DKMS был написан группой линукс-разработчиков в компании Dell в 2003 году. DKMS уже включен во многие дистрибутивы ОС linux, такие как Debian Squeeze, Ubuntu 8.10 (и поздние версии) или Fedora, является свободным ПО, выпускаемым под лицензией GNU General Public License (GPL) v2 или поздней.